# 弗拉基米尔·多尔吉赫
弗拉基米尔·伊万诺维奇·多尔吉赫（俄語：Владимир Иванович Долгих，1924年12月5日—2020年10月8日），苏联政治人物，曾任苏共中央重工业部部长，苏共中央政治局候补委员。

## 生平
1924年生于葉尼塞省伊蘭斯基。参加苏德战争。1942年加入联共（布）。1948年毕业于联共（布）伊尔库茨克市委马列主义党校。1949年毕业于伊尔库茨克矿冶学院，在克拉斯诺亚尔斯克冶炼厂工作。1958年升任总工程师。1962年任诺里尔斯克矿冶厂厂长。1969年至1972年，任苏共克拉斯诺亚尔斯克边疆区委员会第一书记。1971年当选苏共中央委员。1972年至1988年，任苏共中央书记处书记。1976年至1984年，任苏共中央重工业部部长。1988年9月退休。
苏联解体后也积极参与社会活动。1997年任莫斯科克拉斯诺亚尔斯克同乡会主席。2002年任莫斯科退伍军人委员会主席。2008年任莫斯科市公共协会主席。2011年至2013年，任第六届俄罗斯联邦国家杜马议员。2013年至2018年，任俄罗斯联邦委员会议员。
2020年10月8日逝世。